# Monome
Il monome è uno strumento utilizzato per performance nell'ambito della musica elettronica e nelle new media art. Il monome è un sequencer hardware composto da una griglia di pulsanti retroilluminati, configurabili in differenti luci o suoni, e programmabile attraverso il computer mediante cavo USB e sfruttando il protocollo Open Sound Control.
Il controller è open source; realizzato da Brian Crabtree e Kelli Cain, ha alle spalle un'ampia community di sviluppatori di applicazioni.